# جو فيلاند
جو فيلاند (بالإنجليزية: Joe Wieland)‏ هو لاعب كرة قاعدة أمريكي، ولد في 21 يناير 1990 في رينو في الولايات المتحدة.

## وصلات خارجية
- جو فيلاند على موقع دوري كرة القاعدة الرئيسي (الإنجليزية)
- جو فيلاند على موقع الدوري الياباني لكرة القاعدة (الإنجليزية)
- جو فيلاند على موقع دوري كوريا الجنوبية لكرة القاعدة (الإنجليزية)
- جو فيلاند على موقعبيزبول رفرنس.كوم (الدوري الرئيسي) (الإنجليزية)
- جو فيلاند على موقعبيزبول رفرنس.كوم (الدوري الثانوي) (الإنجليزية)
- جو فيلاند على موقع إي إس بي إن.كوم (أم.أل.بي) (الإنجليزية)
- جو فيلاند على موقع مشجعي الرسوم البيانية (الإنجليزية)